# Kari Hotakainen

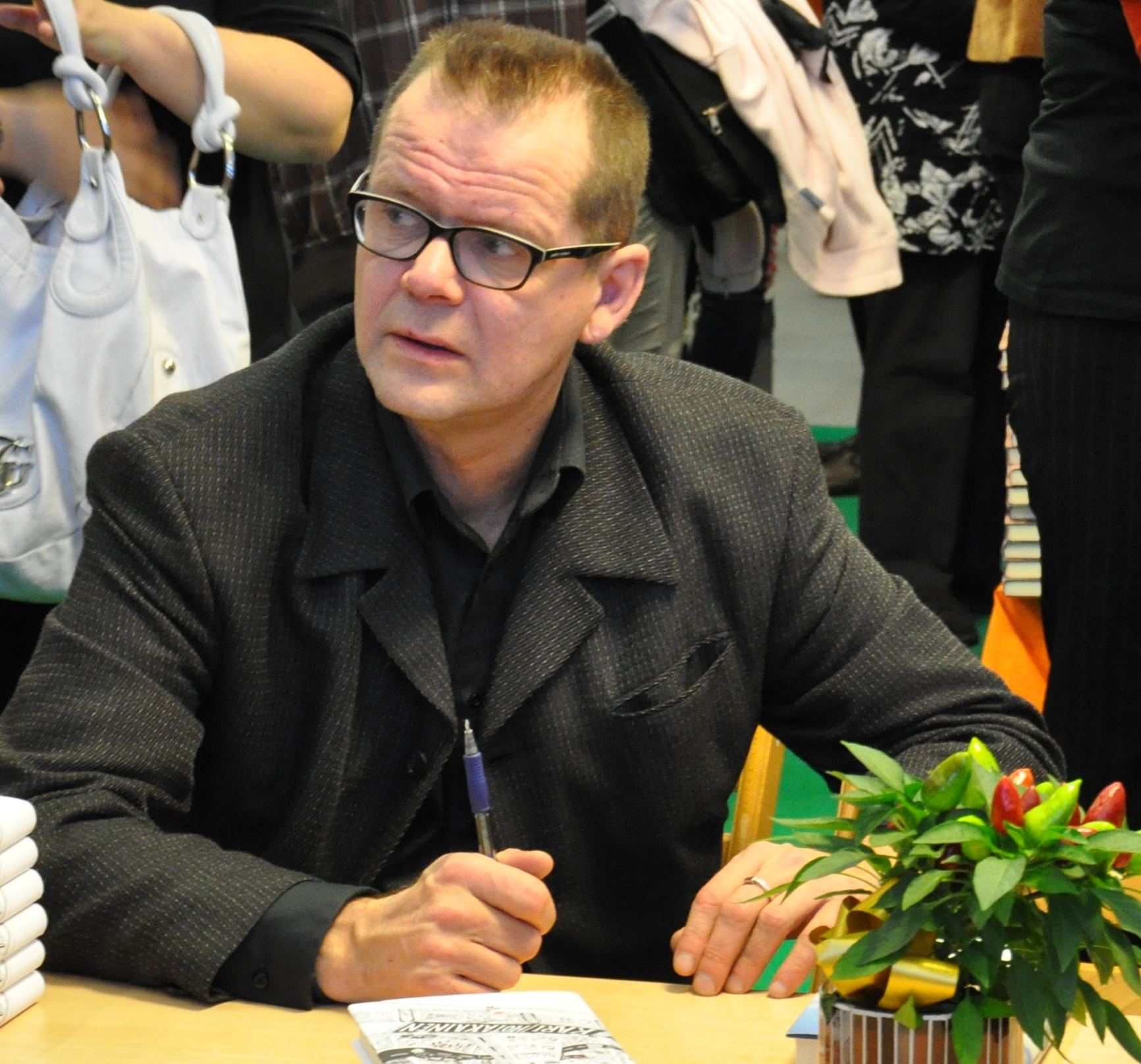
Kari Hotakainen (2009)

Kari Hotakainen, född 9 januari 1957 i Björneborg, bosatt i Helsingfors sedan 1996, är en finsk författare.

## Författarskap
Hotakainen har arbetat som journalist och reklamman och debuterade som författare 1982. Han framträdde först som poet och barnboksförfattare och är sedan 1991 främst romanförfattare.
Hotakainens största framgång är den flerfaldigt prisbelönta och filmatiserade romanen Löpgravsvägen som sålts i över 100 000 exemplar, pocketutgåvor och översättningar oräknade. Boken handlar om Matti Virtanen, en medelfinsk man (Matti Virtanen är ett av Finlands vanligaste namn) som har tagit ansvar för hem och barn. genomgår en mansrollskris när hustrun lämnar honom med dottern. Den mentalt sönderfallande Virtanen gör upp en plan att få tillbaka sin familj genom att skaffa det perfekta hemmet, och romanen utvecklas till en satir över fastighetsmäklarbranschen.
Hotakainen prisades av mäklarbranschen för att ha skrivit den första "mäklarromanen" och utsågs till "Årets inflytelserikaste i bostadsbranschen" (Vuoden asuntovaikuttaja), vilket Hotakainen kommenterade med att hans satir misslyckats eller mäklarna fått mer humor.